# Чхве Йон Гин
У цьому корейському імені прізвище (Чхве) стоїть перед особовим ім'ям.
Чхве Йон Гин (кор. 최영근, 8 лютого 1923 — 20 липня 1994, Сеул) — південнокорейський футболіст, що грав на позиції нападника за «ВМС Кореї», а також національну збірну Південної Кореї. По завершенні ігрової кар'єри — тренер.

## Клубна кар'єра
У футболі відомий виступами за команду «ВМС Кореї», кольори якої і захищав протягом усієї своєї кар'єри гравця, що тривала жодного років. 
| Дата      | Місто    | Господарі      | Результат | Гості          | Турнір             | Голи | Примітки |
| --------- | -------- | -------------- | --------- | -------------- | ------------------ | ---- | -------- |
| 11-4-1953 | Гонконг  | Південна Корея | 3 – 2     | Сінгапур       | товариський матч   | -    | 46'      |
| 18-4-1953 | Сінгапур | Сінгапур       | 3 – 1     | Південна Корея | товариський матч   | 1    |          |
| 19-4-1953 | Сінгапур | Сінгапур       | 1 – 3     | Південна Корея | товариський матч   | -    |          |
| 24-4-1953 | Сінгапур | Сінгапур       | 0 – 0     | Південна Корея | товариський матч   | -    |          |
| 18-4-1953 | Сінгапур | Індонезія      | 1 – 3     | Південна Корея | товариський матч   | 1    |          |
| 20-6-1954 | Женева   | Туреччина      | 7 – 0     | Південна Корея | ЧС 1954 - 1-й етап | -    |          |
| Усього    |          | Матчів         | 6         |                | Голів              | 2    |          |

## Кар'єра тренера
Розпочав тренерську кар'єру, повернувшись до футболу після тривалої перерви, 1974 року, очоливши  національну збірну Південної Кореї, головним тренером команди якої Чхве Йон Гин був протягом одного року. Досвід тренерської роботи на тому і обмежився. 
Помер 20 липня 1994 року на 72-му році життя в Сеулі.